# Müller Miksa
Müller Miksa (Lőcse, 1875. július 22. – Szeged, 1923. június 1.) magyar építész.

## Élete
Szülei Müller Antal építész és Schönfeld Mária. 1897-ben szerzett oklevelet az Budapesti Műegyetemen. Szülővárosában telepedett le, s nyitott irodát. Később Szegedre tette át működési helyét. 1902. szeptember 16-án Szegeden feleségül vette Nováky Aranka Ida Annát.
Fiatalon, 48 évesen hunyt el 1923-ban.

## Ismert épületei
- 1905–1906: Takarékpénztár bérháza, Hódmezővásárhely, Szántó Kovács János u. 1.[4]
- 1906: Posta, Hódmezővásárhely, Hódi Pál u. 2.[5]
- 1906–1907: Első Takarékpénztár, Hódmezővásárhely, Kossuth tér 5.[3][6][7][8]
- 1907–1908: Római katolikus főgimnázium, Kőszeg[4]
- 1908 k.: lakóház, Hódmezővásárhely, Szántó Kovács János u. 4.[9]
- 1909: Görög-palota, Hódmezővásárhely, Szántó Kovács János u. 1-3.[10]
- 1910: lakóház, Hódmezővásárhely, Szántó Kovács János u. 2.[9]
- 1909−1911: Müller-palota (saját lakóház), Szeged, Kazinczy u. 2.[9][11]
- 1913: Genersich-palota, Hódmezővásárhely, Szántó Kovács János u. 10.[9][12][13]

1906 és 1908 között az ő tervei alapján történt meg a Hódmezővásárhelyi zsinagóga (Hódmezővásárhely, Szent István tér 2.) átépítése (épült 1852–1857, tervezte Busch Miklós).

### Tervben maradt épületek
- 1905: Városi Színház, Nagykároly[4]
- 1906: Függetlenségi Kör, Zombor[4]
- ?: Zálogház, Budapest (Rainer Károllyal közösen)[4]
- ?: Kaszinó, Kassa (Rainer Károllyal közösen)[4]

## Képtár

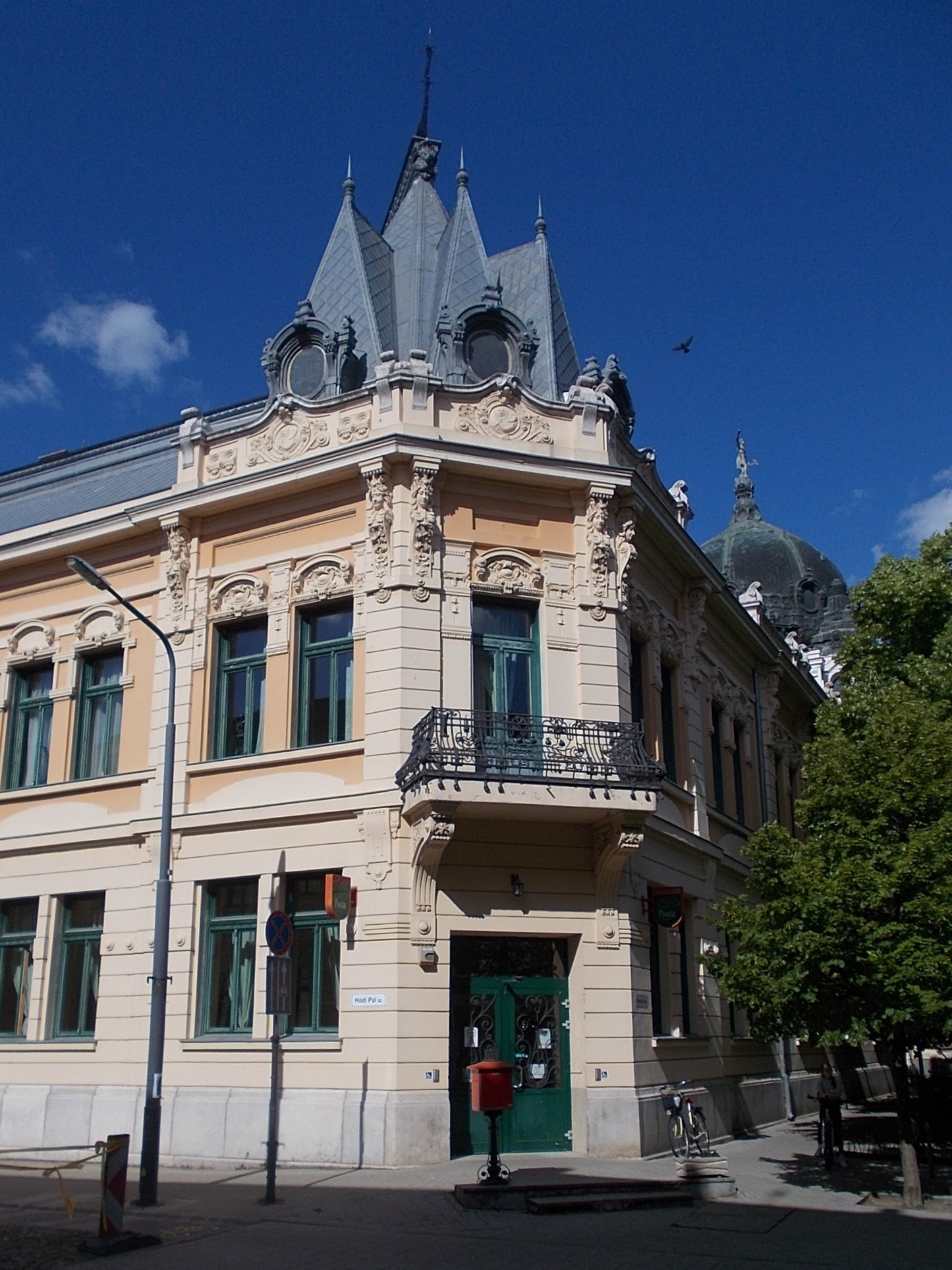
Takarékpénztár bérháza, Hódmezővásárhely (részlet)
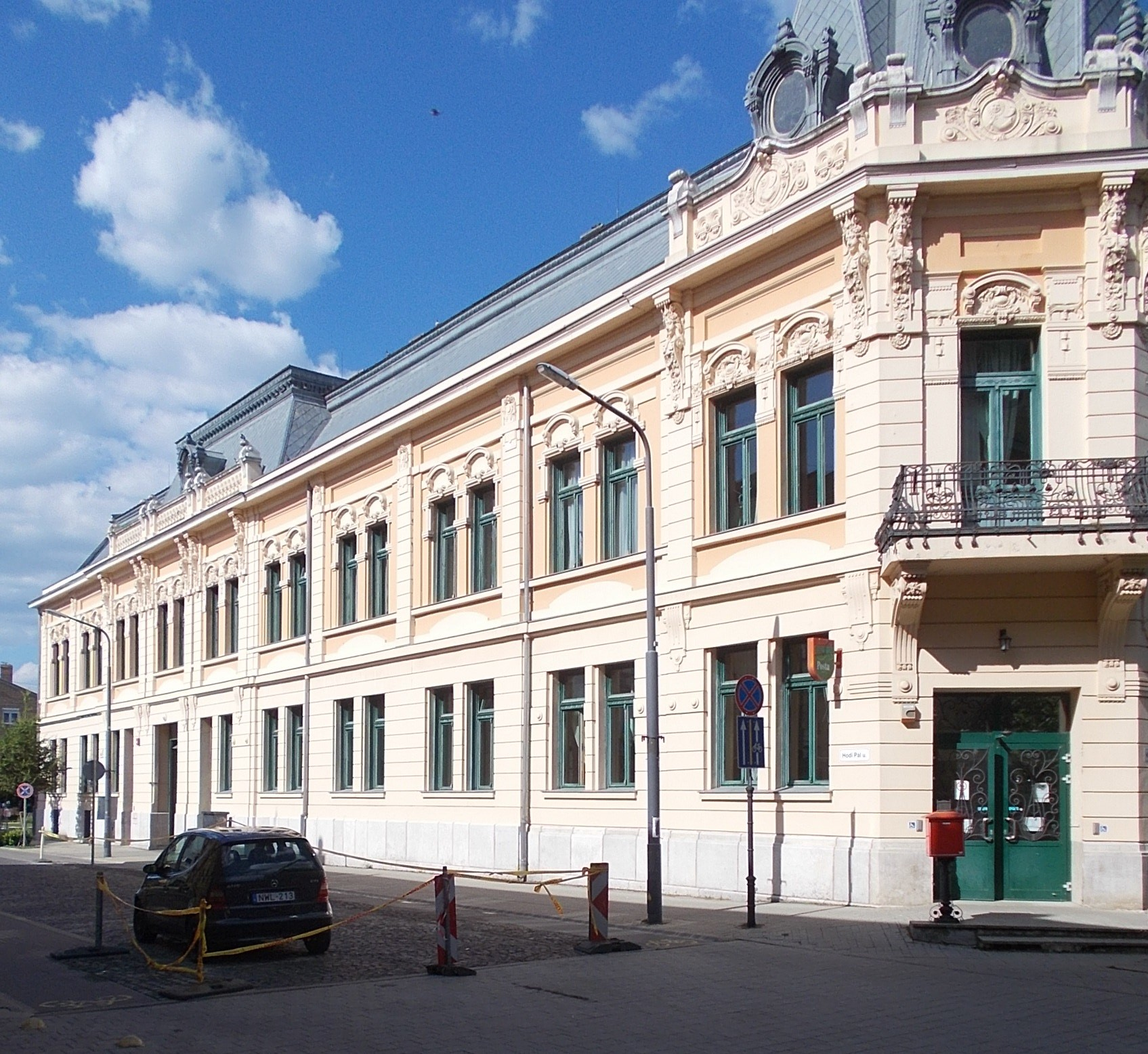
Takarékpénztár bérháza, Hódmezővásárhely (részlet)
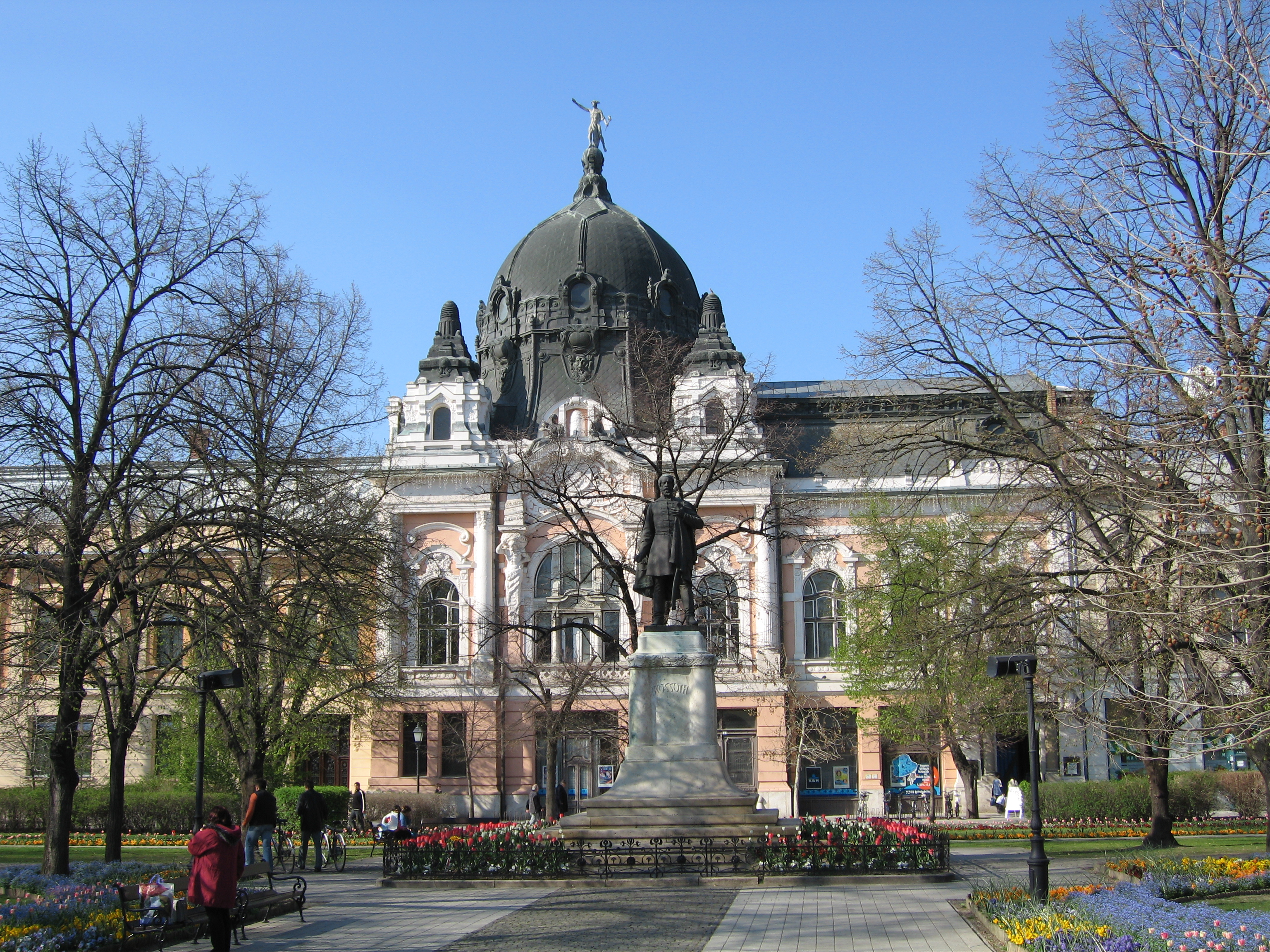
Takarékpénztár, Hódmezővásárhely
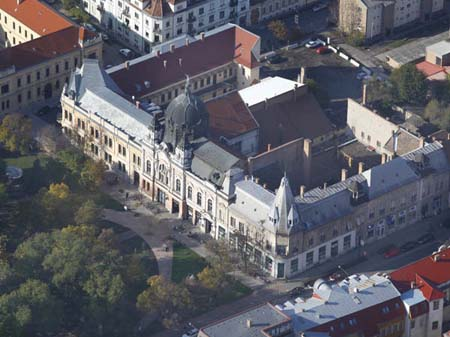
Takarékpénztár, Hódmezővásárhely (felülnézet)
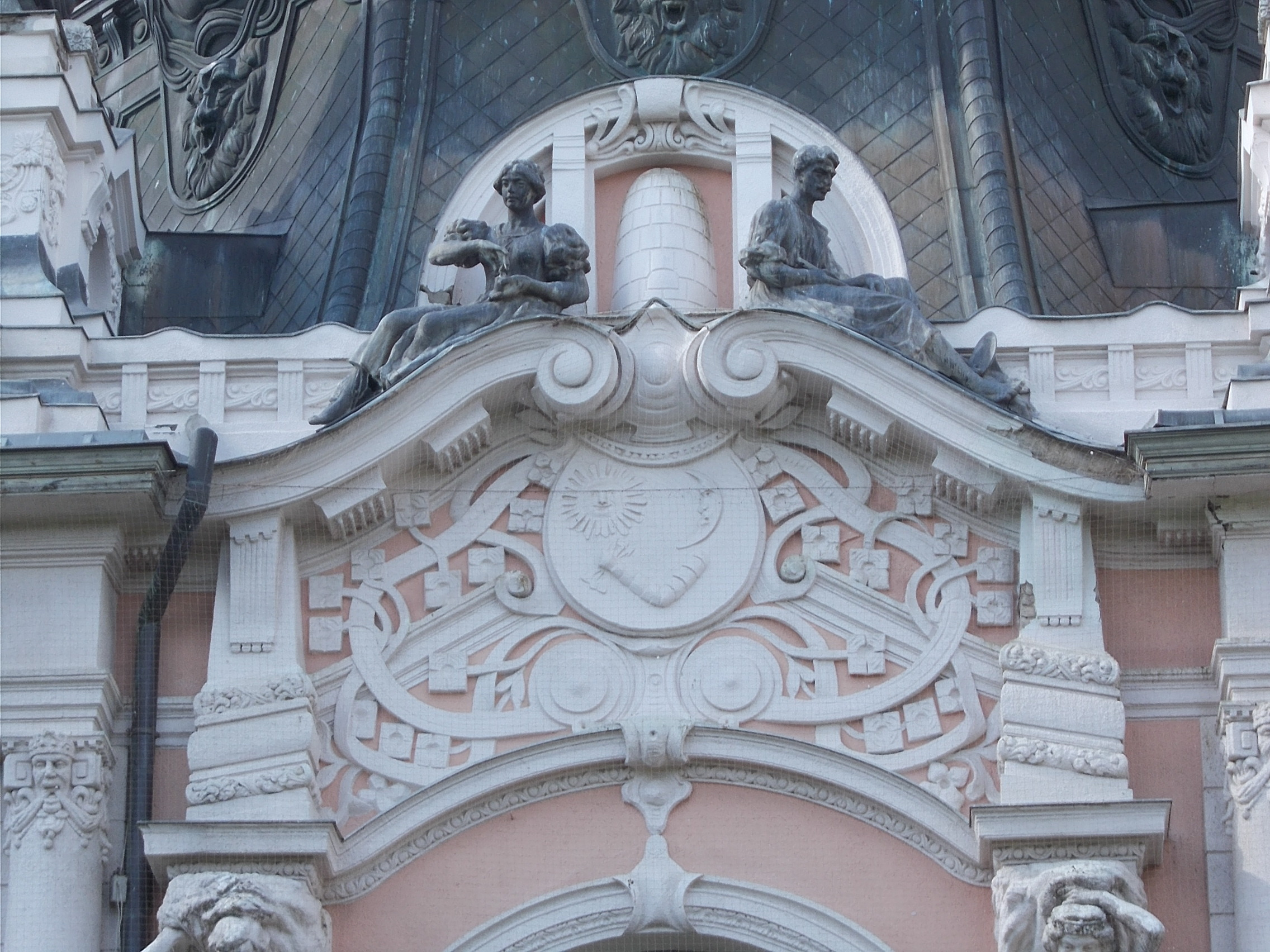
Takarékpénztár, Hódmezővásárhely (részlet)
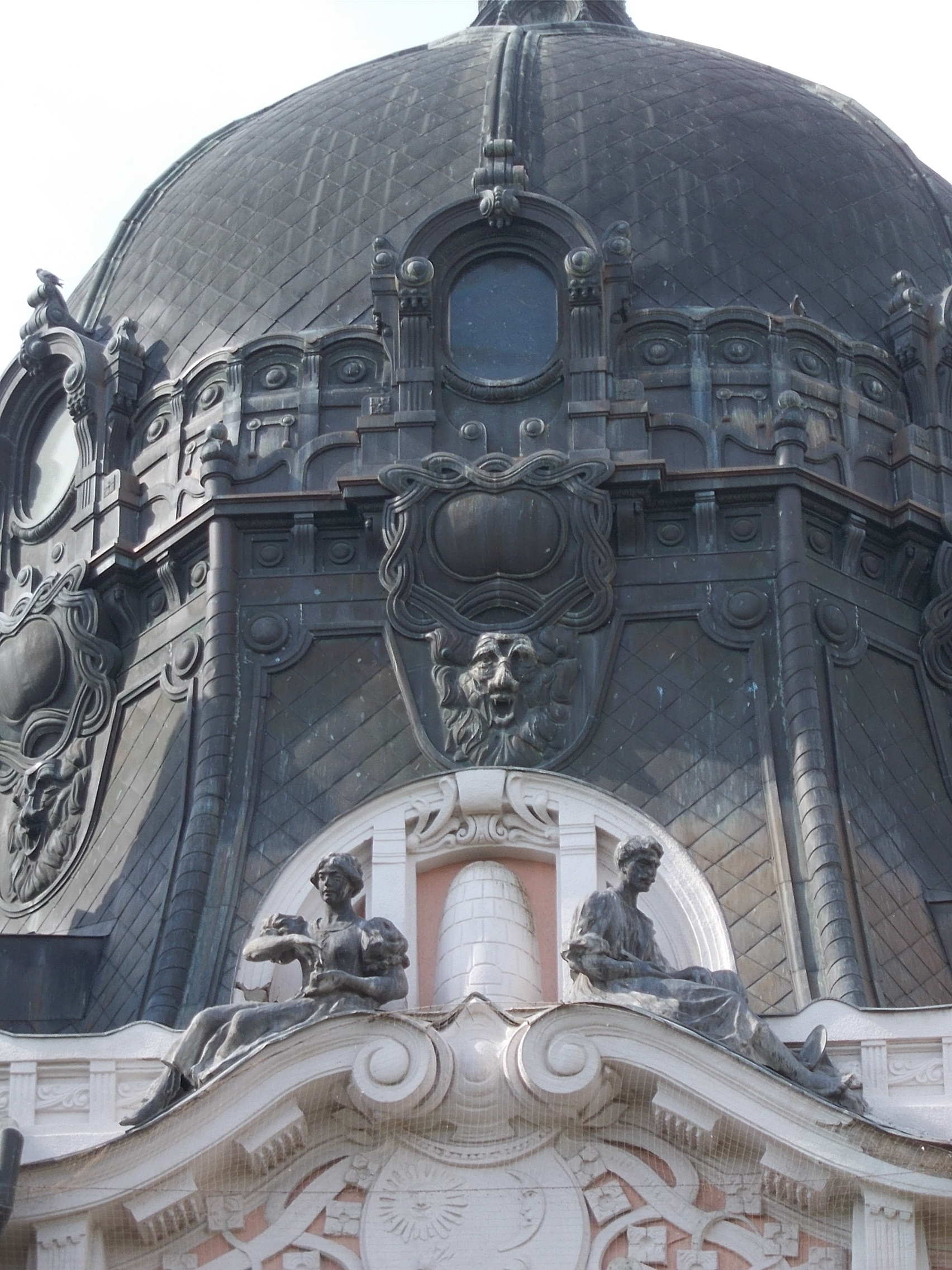
Takarékpénztár, Hódmezővásárhely (részlet)
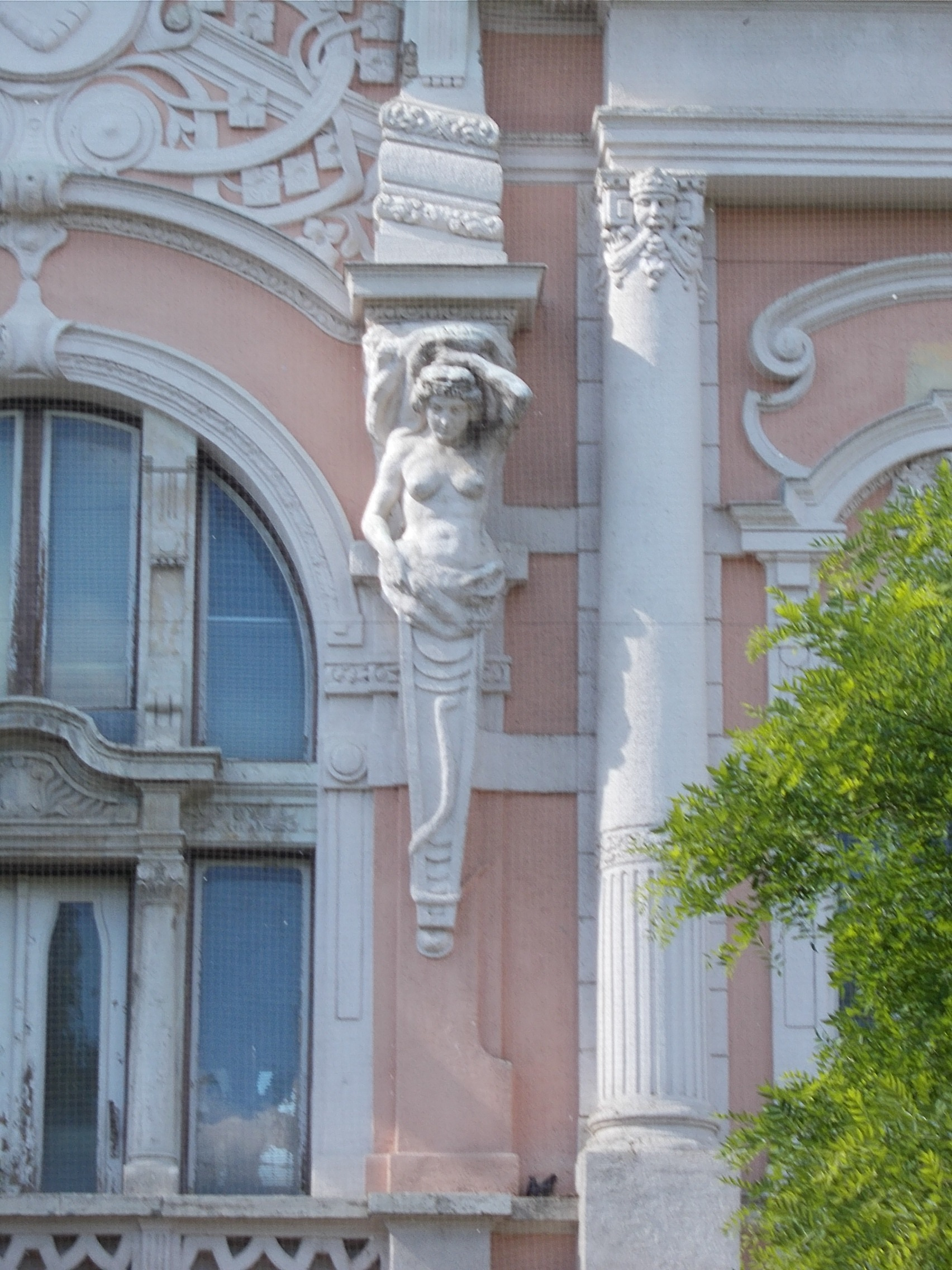
Takarékpénztár, Hódmezővásárhely (részlet)
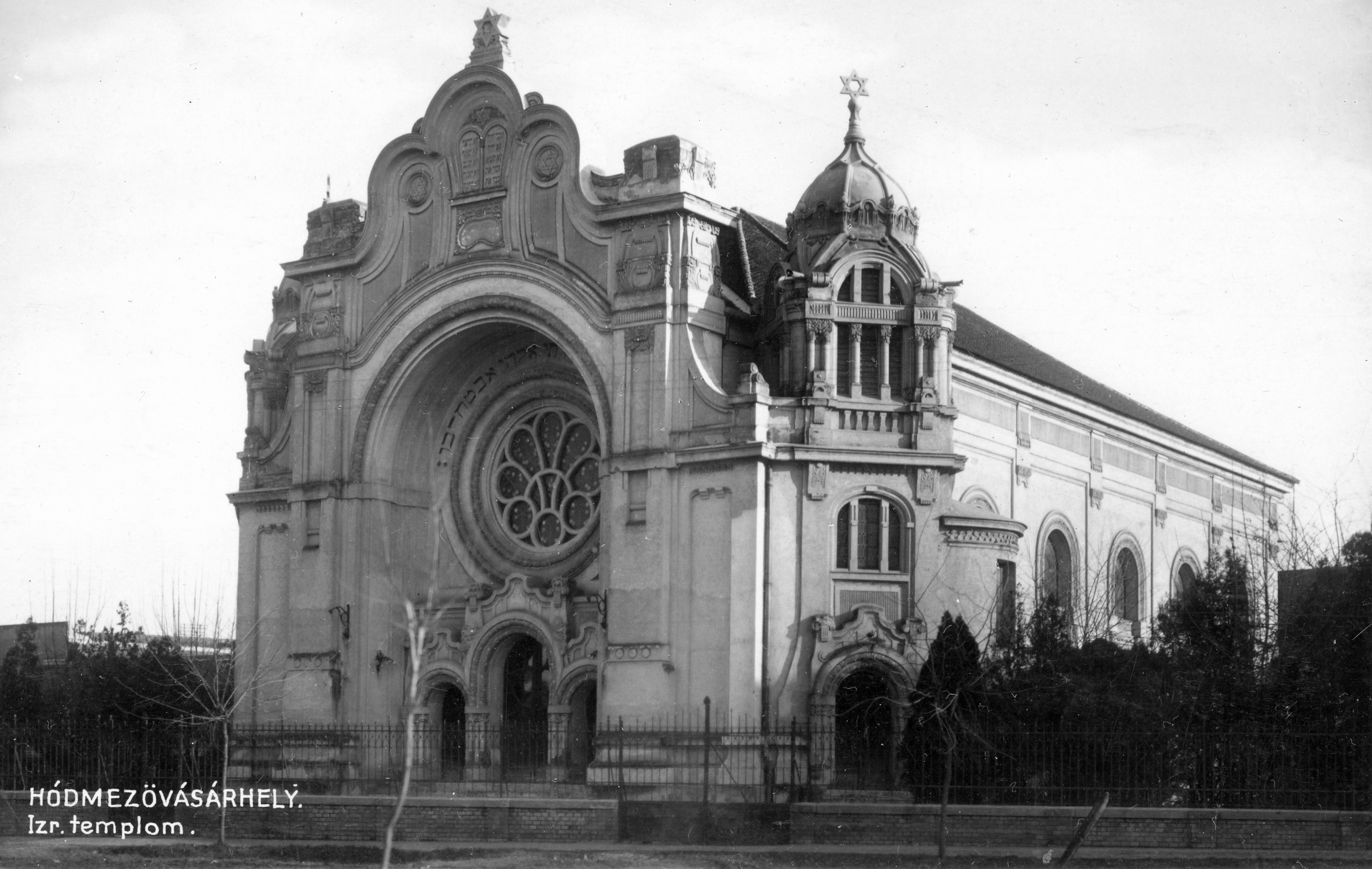
Zsinagóga, Hódmezővásárhely (1928-as archív felvétel)
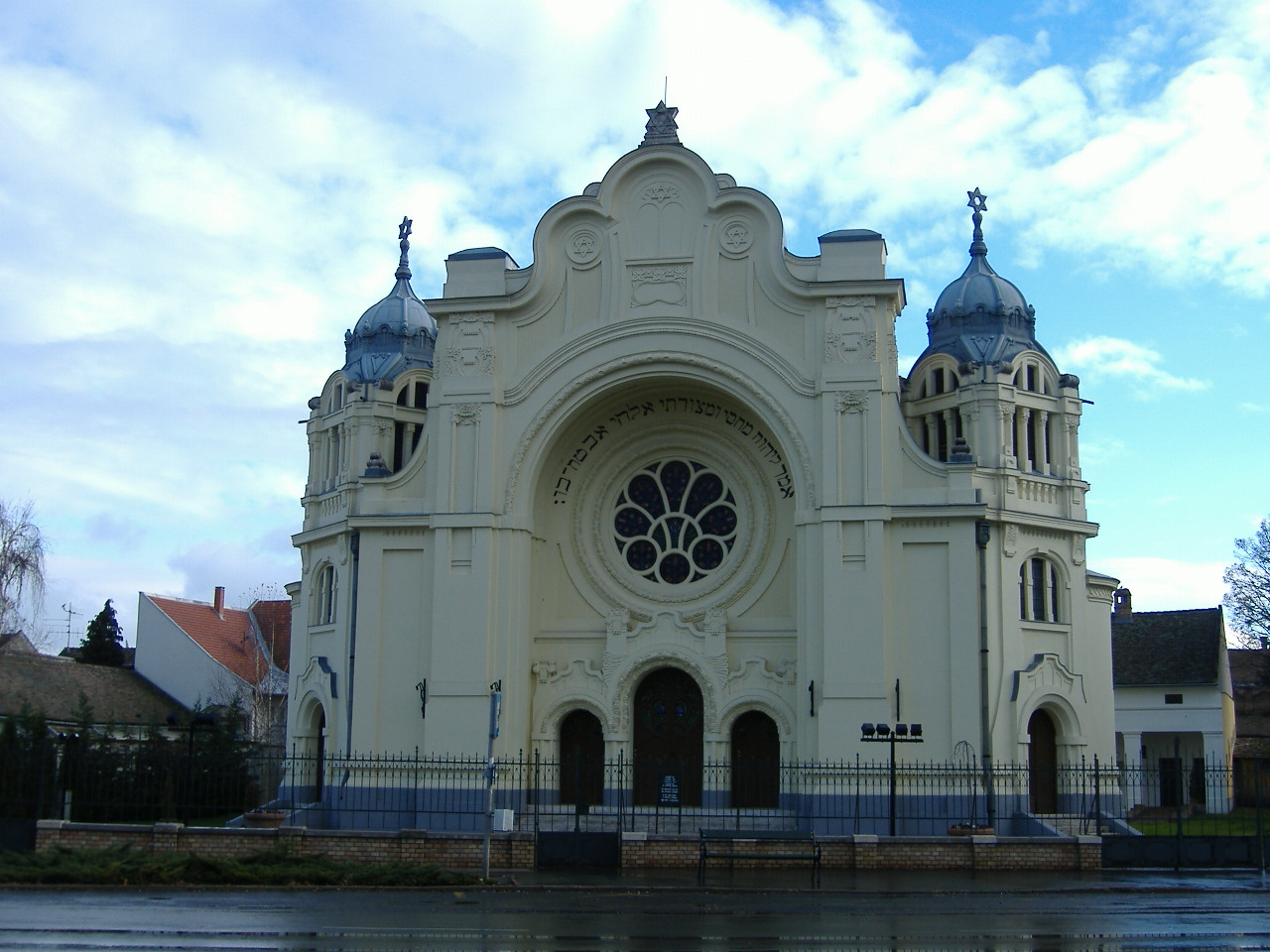
Zsinagóga, Hódmezővásárhely
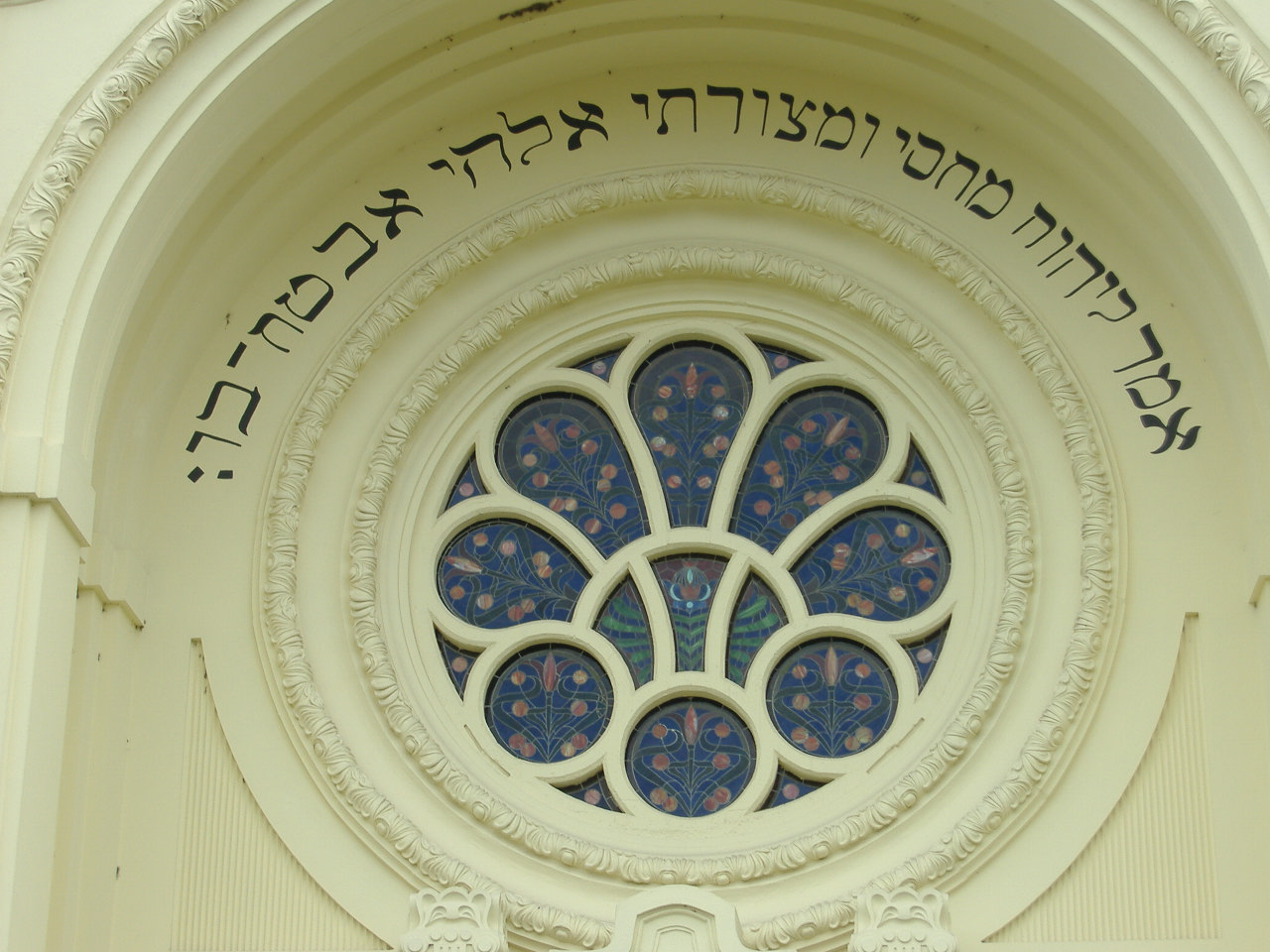
Zsinagóga, Hódmezővásárhely (részlet)
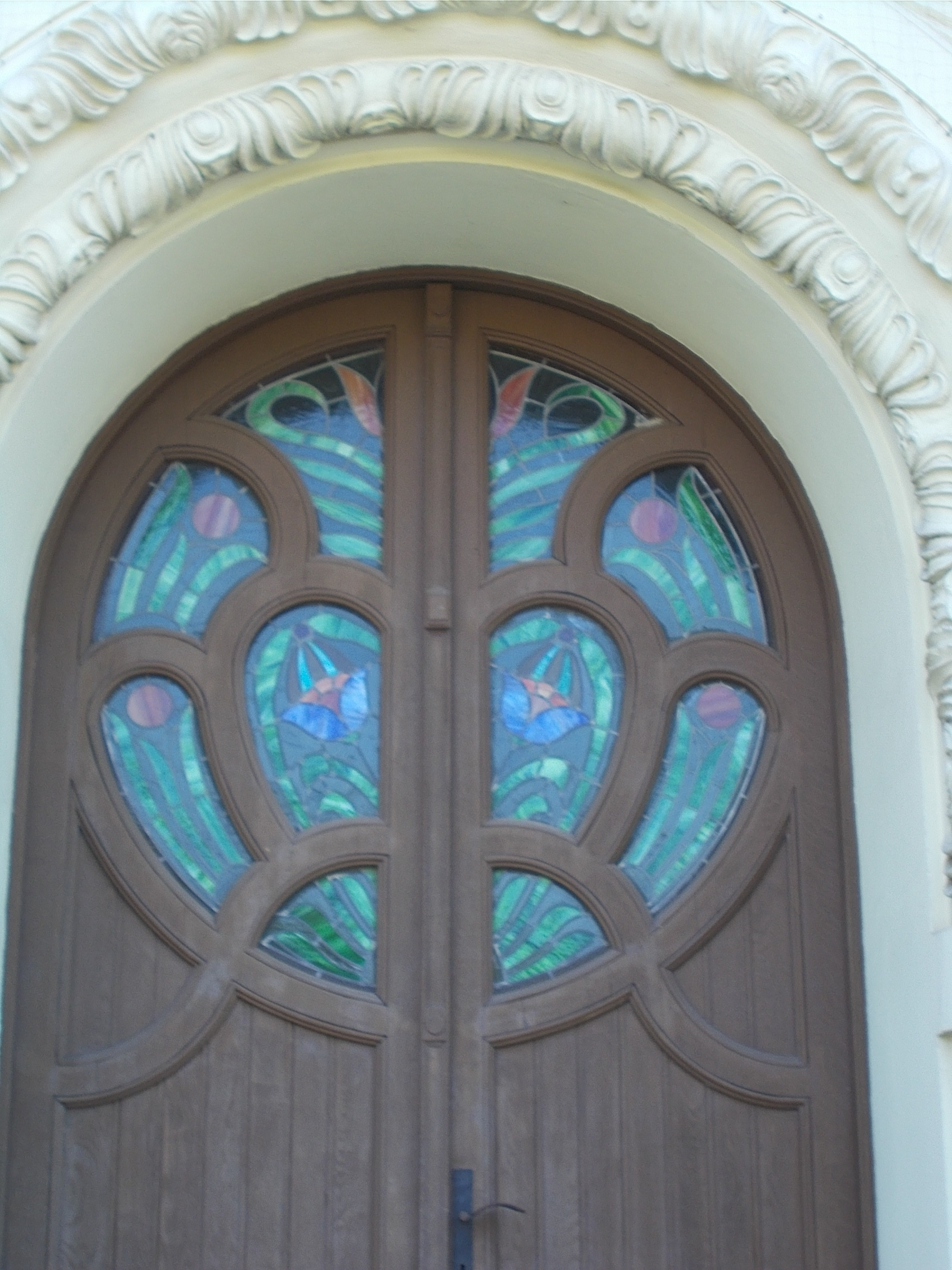
Zsinagóga, Hódmezővásárhely (részlet)
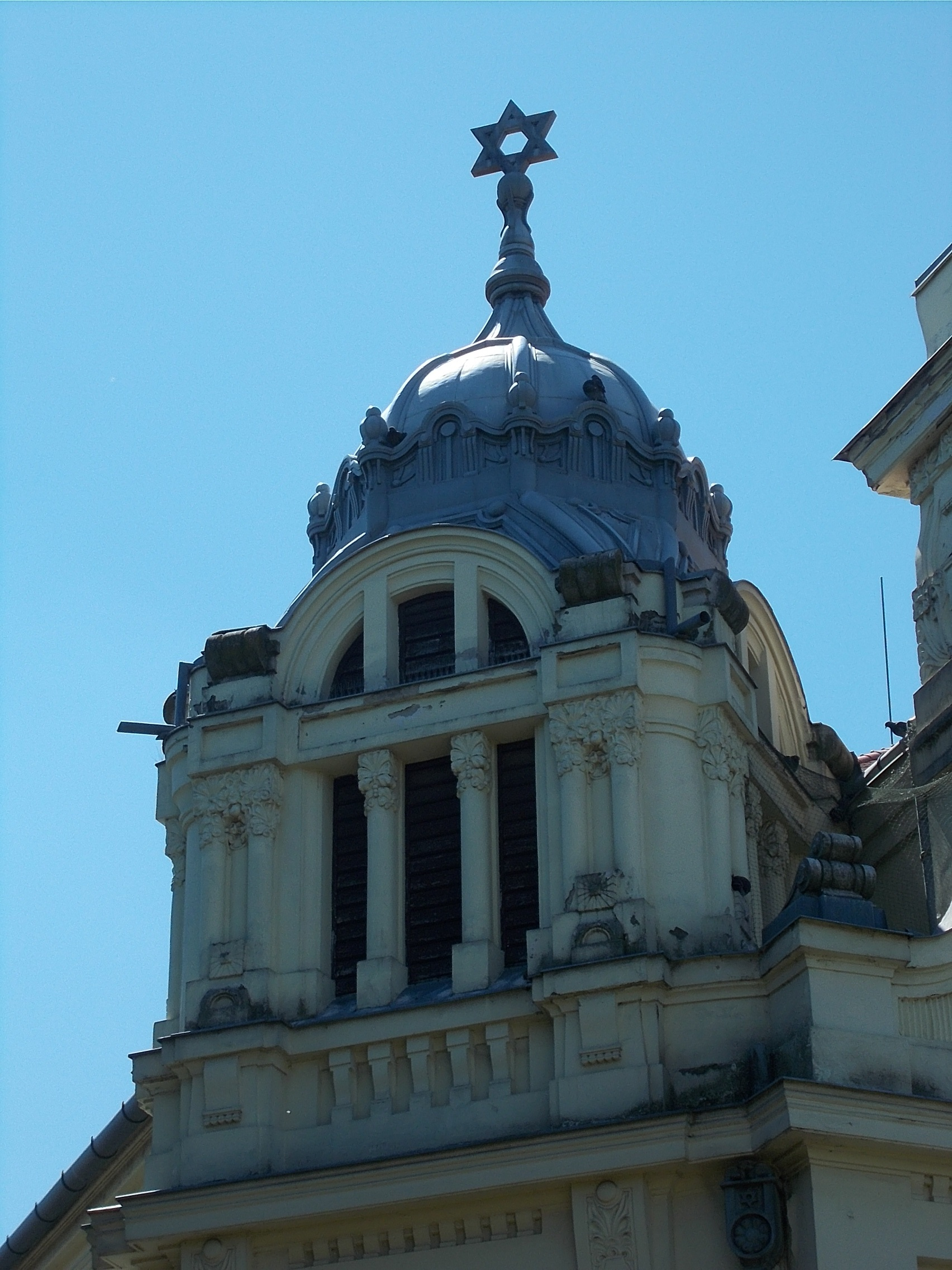
Zsinagóga, Hódmezővásárhely (részlet)

## Egyéb irodalom
- (szerk.) Gerő László: Magyarországi zsinagógák, Műszaki Könyvkiadó, Budapest, 1989, ISBN 963-10-8231-8
- Klein Rudolf: Zsinagógák Magyarországon 1782–1918, TERC Kft., Budapest, 2011, ISBN 9789639968011